# 리나 크릴
리나 크릴(Leanna Creel, 1970년 8월 27일~)은 미국의 배우, 각본가, 영화 프로듀서, 영화 감독, 사진가, 텔레비전 배우, 영화배우이다.
로스앤젤레스에서 태어났다.

## 영화
- 부터니어 (2009년)
- Zéro un (2003)
- 겟 오버 잇 (2001년)
- 더 셀 (2000년)
- 하지만 나는 치어리더예요 (1999년)
- 서버번 (1999년)
- 댄서 텍사스 (1998년)
- 6현의 사무라이 (1998년)
- 데저트 블루 (1998년)
- 프리웨이 (1996년)
- 베이사이드 얄개들 (1989년)
- 하와이 허니문 (1989년)